# Александър Пантелеев
Александър Илич Пантелеев,(на руски: Александр Ильич Пантелеев) е руски генерал-лейтенант, генерал-адютант, генерал от пехотата, командир на отделния корпус на жандармерията, военен генерал-губернатор на Иркутск, участник в Руско-турската война 1877-1878 г..

## Биография
Александър Пантелеев е роден на 26 юни 1838 г. във Владимирска губерния на Руската империя в семейство на потомствени дворяни. Завършва с отличие Училище за гвардейски подпрапрошчици и кавалерийски юнкери и постъпва на 16.06.1856 г. като прапоршчик в лейб-гвардейски Преображенски полк. Заема различни строеви, командни и административни длъжности и израства във военната кариера. Подпоручик от 30.08.186 г. Поручик от 30.08.1862 г. Участник в потушаването на Полското въстание от 1863 г. Щабс-капитан от 19.04.1864 г. Капитан от 30.08.1868 г. Полковник от 30.08.1871 г. Командир от 1874 г. на 1-ви батальон от лейб-гвардейски Преображенски полк с когото участва в Руско-турската война 1877-1878 г.

## Участие в Руско-турска война 1877-1878
След смъртта на полковник Николай Шлитер в Трета атака на Плевен, полковник Пантелеев е назначен на 10 септември 1877 г. за командир на 17-и пехотен Архангелогородски полк. С полка участва в обсадата на Плевен в 6-и блокаден участък край Долна Митрополия. На 28 ноември/10 декември 1877 г. участва в битката при Долна Митрополия, свършила с пленяването на Плевенския гарнизон и Осман паша. На 4/16 януари 1878 г. участва в битката при Пловдив, завършила с освобождението на града. От май 1878 г. е командир на 1-ва бригада от 5-а пехотна дивизия в състава на 9-и армейски корпус.

## След войната
Александър Пантелеев е командир на лейб-гвардейски Семьоновски полк през периода 1882–1890 г. Генерал-майор от 30.08.1882 г. Член на Главен военен съд от 1888 г. Директор на Имперското юридическо училище в периода 1890–1897 г. Генерал-лейтенант от 30.08.1893 г. В качеството си на помощник министър на вътрешните работи е шеф на жандармерията и командир Отделен корпус от жандармерията през периода 1898–1900 г. Иркутски военен генерал-губернатор от 20.04.1900 до 13.05.1903 г. Член на Държавния съвет от 13.05.1903 до 1916 г. Генерал от пехотата от 28.03.1904 г. Генерал-адютант от 1905 г. Почетен гражданин на Иркутск от 1908 г. По време на Първата световна война оглавява комисия за разследване на обстоятелствата за поражението на 2-ра Армия в източна Прусия през август 1914 г. Уволнен от служба с декрет от декември 1917 г. с право да подаде молба за пенсия. Умира от глад на 17 януари 1919 г. в Петроград. Погребан е в гробището на Новодевическия манастир. 

## Награди
- Орден Свети Станислав 3-та степен (1864)
- Орден Света Анна 3-та (1870)
- Орден Свети Владимир 4-та степен (1873)
- Орден Света Анна 2-ра степен (1876)
- Орден Свети Георги 4-та степен (1878)
- Орден Свети Владимир 3-та степен с мечове (1879)
- Златна сабя с надпис „За храброст“ (1879)
- Орден Свети Станислав 1-ва степен (1883)
- Орден Света Анна 1-ва степен (1887)
- Орден Свети Владимир 2-ра степен (1890)
- Орден на Белия орел (1898)
- Орден Свети Александър Невски (06.12.1902, с елмазни знаци – 16.06.1906)
- Орден Свети Владимир 1-ва степен (1913)
- Монархическо благоволение (1881)
- Отличителен знак за 50-годишна отлична служба (1912)
- Височайша благодарност (1909; 1913; 30.07.1915)

### чуждестранни
- австрийски командорски кръст на Франц Йосиф (1874)
- френски Орден на Почетния легион 3-та степен (1883)
- пруски Орден на Червения орел 2-ра степен със звезда (1884)
- румънски Кръст „За преминаването на Дунав“
- турски орден Меджидие 1-ва степен (1892)
- Бухарска златна звезда с брилянти (1898) [3]

## Семейство
- брат Владимир Илич Пантелеев
- съпруга Александра Владимировна Пантелеева (Филкова) (1845-1918)
- син Николай Александрович Пантелеев (1866-1925) репресиран
- дъщеря Елисавета Александровна Пантелеева (1866-?)
- дъщера Мария Александровна Пантелеева (1867-?)
- дъщеря Лидия Александровна Веревкина (1872-1913) [4]